# Club Baloncesto Alcudia
El Club Baloncesto Alcudia (en catalán Club Bàsquet Alcúdia) es un club de baloncesto de España con sede en Palma de Mallorca, Islas Baleares.
Desde la temporada 2005-2006 hasta finales del 2007 el equipo se ha denominado "Palma Aquamágica" gracias al proyecto de un centro de ocio en la playa de Palma, que finalmente no se ha llevado a cabo. Aunque el primer equipo estos 3 últimos años ha jugado en Palma, todas las categorías inferiores del club siguen disputando sus encuentros en Alcudia, al norte de Mallorca.

## Historia
El Club Baloncesto Alcudia se fundó en 1983 y jugó en diversas competiciones locales hasta el año 1988 en el que consiguió el ascenso a la 2.ª División Nacional, la actual 1.ª División. En esta categoría se mantuvo 15 años estando situado en lugares punteros y llegando a disputar tres fases de ascenso.
En el año 2002, la entrada en el club de una nueva directiva de la mano de Miquel Ramis, dio un golpe de timón en la entidad y le dotó de un salto cualitativo que culminó dos años después con el ascenso a la categoría LEB de la Federación Española de Baloncesto, donde actualmente se encuentra y el año pasado se clasificó para los play offs del ascenso tras liderar gran parte del campeonato.
La temporada 2004-2005, en LEB 2 (Hoy denominada LEB Plata), consigue el 6.º puesto a final de temporada, y, contra todo pronóstico, logra, tras unos playoffs eliminando al C.B.Pozuelo en cuartos de final, y al Autocid Ford Burgos en semifinales, logra de forma matemática su ascenso a LEB.
La temporada 2005-2006, Parque Aqua Mágica, un proyecto de un centro de ocio en la Playa de Palma, se involucra en el proyecto, y con su aportación presupuestaria el Palma Aqua Mágica (nueva denominación del club debido al traslado del primer equipo a la Capital y al patrocinador), consigue formar un equipo con garantías a un ascenso a la máxima categoría del Baloncesto Nacional, del cual Mallorca nunca ha podido disfrutar. Se acaba la liga en 8.ª posición, la última plaza para los playoffs, pero en cuartos de final el Club Baloncesto León es capaz de ganar los 3 partidos, sin dar opciones a los Mallorquines
La 2006-2007 el proyecto continúa con el objetivo de ascender a la liga ACB. Se consiguen retener a las figuras del equipo (Robert Battle, Raymond Tutt), y se consigue potenciar el equipo con jugadores como Danny Lewis, Chris Massie, Perico Sala, y casi a final de temporada, a Lou Roe. El equipo finaliza la liga regular en 7.ª posición, y en los playoffs le vuelve a tocar en suertes al Club Baloncesto León. Los 2 partidos disputados en León, el conjunto local se llevaría los 2 partidos sin apenas esfuerzo. En los 2 siguientes, el Palma demostró más coraje y se llevó tras 2 grandes encuentros la igualada en la eliminatoria venciendo el 4.º partido por más de 20 puntos de ventaja. Pero en el último y definitivo encuentro, el León hizo valer su condición como local y certificó el pase a semifinales, en el cual se enfrentaría al CAI Zaragoza.
La temporada 2007-2008, aún sin concliur, ha sido noticia más por sus temas extradeportivos que por otra cosa. Aparte de que el equipo no está dando la talla (ocupa la 14.ª posición), un tornado el 4 de octubre arrasó el Pabellón de Son Moix, por el cual ahora el Palma juega en el velódromo Palma Arena. El patrocinador ha abandonado el proyecto, al suspenderse de manera indefinida su centro de ocio en la playa de Palma, y ahora, debido a la delicada situación económica del Palma tras el abandono del patrocinador, y juntamente con su rival más directo en el panorama del Baloncesto Mallorquín, Club Basquet Inca, el gobierno Balear ha propuesto la unión de los dos clubs, para formar un proyecto competitivo que tiene que llevar al Baloncesto Mallorquín, de una vez por todas, al ansiado ascenso a la máxima categoría del Baloncesto Nacional. Probablemente el nombre que surja de esta posible unión, sea el Bàsquet Mallorca.

## Palmarés
- Temporada 86/87: Campeón provincial. Ascenso a 3.ª
- Temporada 87/88: Campeón de 3.ª división. Ascenso a 2.ª
- Temporada 88/89: Campeón de 2.ª división.
- Temporada 89/90: Campeón de 2.ª división.
- Temporada 90/91: Campeón de 1.ª división.
- Temporada 03/04: Campeón de 1.ª división. Ascenso a la EBA.
- Temporada 04/05: Campeón del Trofeo Islas Baleares. Subcampeón de la liga LEB 2. Ascenso a la LEB.
- Temporada 05/06: LEB (8.º)
- Temporada 06/07: LEB (7.º)

## Plantilla de la temporada 2007-2008
| - Bases: - Xavi Puyada - Guy Muya - Aleros: - Miquel Feliu - Josep Pacreu - Anderson Schutte - Jarrius Jackson - Pívots: - Lou Roe - Guillermo Rejón - Chuck Kornegay - Martín Nogués |

## Cuerpo técnico
- Entrenador:
  -  Ángel Colino
- 2º Entrenador:
  -  Antoni Martorell
- Delegado:
  -  Pedro Martínez
- Médico:
  -  Tomeu Munar
- Fisioterapeuta:
  -  Francesc Tomás

- Datos: Q4894886
- Multimedia: Club Bàsquet Alcúdia / Q4894886